# José de la Peña Cámara
José María de la Peña Cámara (Valladolid, 14 de septiembre de 1897-Sevilla, 2 de septiembre de 1994) fue un archivero, jurista, historiador americanista, académico y profesor universitario español.

## Biografía
Nacido en Valladolid, José María de la Peña estudió Filosofía y Letras, sección Historia, en la Universidad Central donde se licenció en 1917. Tras ganar la oposición al cuerpo de Archiveros del Estado y estar destinado un breve tiempo en la Biblioteca Nacional de España, obtuvo plaza en el Archivo General de Simancas, donde llegó a ser archivero general, trabajo que compaginó con la licenciatura en Derecho en la universidad vallisoletana (1925). En ambas carreras obtuvo las máximas calificaciones.
Su creciente interés y vinculación con la historia de América en sus trabajos de catalogación de los despachos de Indias que todavía permanecían en Simancas, le impulsaron a solicitar y obtener en 1925 el traslado al Archivo General de Indias en Sevilla. Allí llegó a ser director —interino de 1952 a 1957 y de pleno derecho hasta su jubilación en 1967— y desarrolló la mayor parte de su trabajo archivístico y de investigación, salvo un breve paréntesis en 1931 cuando estuvo destinado en la biblioteca de la Universidad de Sevilla.
En el campo docente, José María de la Peña se había doctorado en Derecho en Madrid en 1936 con una tesis sobre el que fuera presidente del Consejo de Indias, Juan de Ovando y Godoy. Ocupó plaza de profesor en la Universidad de Sevilla tanto en la facultad de Derecho —profesor auxiliar de historia del derecho, economía política y hacienda pública— como en la de Filosofía y Letras —profesor adjunto de historia del derecho indiano—.
En el ámbito político, José María de la Peña fue miembro del Partido Socialista Obrero Español (PSOE) desde los años 1930. Durante el periodo de la Transición democrática en España fue elegido senador por la circunscripción electoral de Sevilla en las elecciones constituyentes de 1977 y, como miembro electo de mayor edad en Andalucía, presidió la Asamblea de Parlamentarios que inició el proceso autonómico andaluz.

## Actividad investigadora y académica
Como archivero se señalan entre sus trabajos haber participado en el Catálogo de Pasajeros a Indias, el Catálogo de los Fondos Americanos del Archivo de Protocolos de Sevilla, el Catálogo de los Fondos Cubanos del Archivo General de Indias, la realización del Catálogo de Títulos de Indias con Ricardo Magdaleno y, en especial, la Guía del Archivo General de Indias publicada en 1958. Como investigador profundizó en sus estudios sobre Juan de Ovando (Nuevos datos sobre la visita de Juan de Ovando al Consejo de Indias, 1567-1568, 1935) Gonzalo Fernández de Oviedo (Contribuciones documentales y críticas para la biografía de Gonzalo Fernández de Oviedo, 1957), fray Bernardo Gentile, Washington Irving o el hispanista alemán Ernesto Shaffer (1872-1946) y, en especial, sobre la figura de Cristóbal Colón (Los Restos de Cristóbal Colón, 1974). También se encuentran obras sobre derecho indiano.
Profesor invitado en el Institut d'Etudes Hispaniques de La Sorbona y vicepresidente del Comité para la redacción de la Fuentes de Historia de América auspiciado por la UNESCO, fue miembro de la Academy Franciscan History, de The Colonial Society of Massachusetts en Estados Unidos y del Instituto de Historia del Derecho Argentino y Americano de la Universidad de Buenos Aires; académico numerario de la Real Academia Sevillana de Buenas Letras, así como correspondiente de la Royal Historical Society, de la Real Academia de la Historia de España y sus homónimas en la República Dominicana, Panamá y Venezuela.

## Reconocimientos
Entre los galardones que recibió se encuentran la Gran Cruz de la Orden de Alfonso X el Sabio, la Gran Cruz de la Orden del Mérito Civil y la Medalla de oro de Andalucía en España, la Legión de Honor de Francia, la Gran Cruz Oficial de la Orden de Vasco Núñez de Balboa de Panamá o la Orden al Mérito de la República Italiana.